# Бусуладжич, Кенан
Кенан Бусуладжич (швед. Kenan Busuladžić; род. 6 февраля 2007) — шведский футболист, полузащитник «Мальмё».

## Клубная карьера
Является воспитанником «Оскарсхамна». В 2022 году дебютировал за основную команду клуба в первом дивизионе. Зимой 2023 года привлёк внимание со стороны нескольких европейских клубов, таких как нидерландские ПСВ и «Фейеноорд», а также итальянский «Интер». В январе того же года подписал свой первый профессиональный контракт с «Оскарсхамном».
В июне 2023 года перешёл в «Мальмё» где присоединился к юношеской команде клуба. 3 марта 2024 года впервые попал в заявку на матч группового этапа кубка Швеции против «Варберга», но на поле не появился. 15 апреля во встрече третьего тура с «Вернаму» дебютировал в чемпионате Швеции, выйдя на замену на 83-й минуте вместо Серхио Пеньи.

## Карьера в сборной
В августе 2022 года был вызван в юношескую сборную Швеции на товарищеские матчи. Дебютировал в её составе 18 августа в игре с Финляндией.

## Клубная статистика
| Выступление      | Выступление      | Выступление      | Лига | Лига | Кубки | Кубки | Конт. кубки | Конт. кубки | Итого | Итого |
| Клуб             | Лига             | Сезон            | Игры | Голы | Игры  | Голы  | Игры        | Голы        | Игры  | Голы  |
| ---------------- | ---------------- | ---------------- | ---- | ---- | ----- | ----- | ----------- | ----------- | ----- | ----- |
| Оскарсхамн       | Дивизион 1       | 2022             | 3    | 0    | 0     | 0     | 0           | 0           | 3     | 0     |
| Оскарсхамн       | Дивизион 1       | 2023             | 4    | 0    | 3     | 0     | 0           | 0           | 7     | 0     |
| Оскарсхамн       | Итого            | Итого            | 7    | 0    | 3     | 0     | 0           | 0           | 10    | 0     |
| Броммапойкарна   | Алльсвенскан     | 2024             | 1    | 0    | 0     | 0     | 0           | 0           | 1     | 0     |
| Броммапойкарна   | Итого            | Итого            | 1    | 0    | 0     | 0     | 0           | 0           | 1     | 0     |
| Всего за карьеру | Всего за карьеру | Всего за карьеру | 8    | 0    | 3     | 0     | 0           | 0           | 11    | 0     |